# پاکت‌استیشن

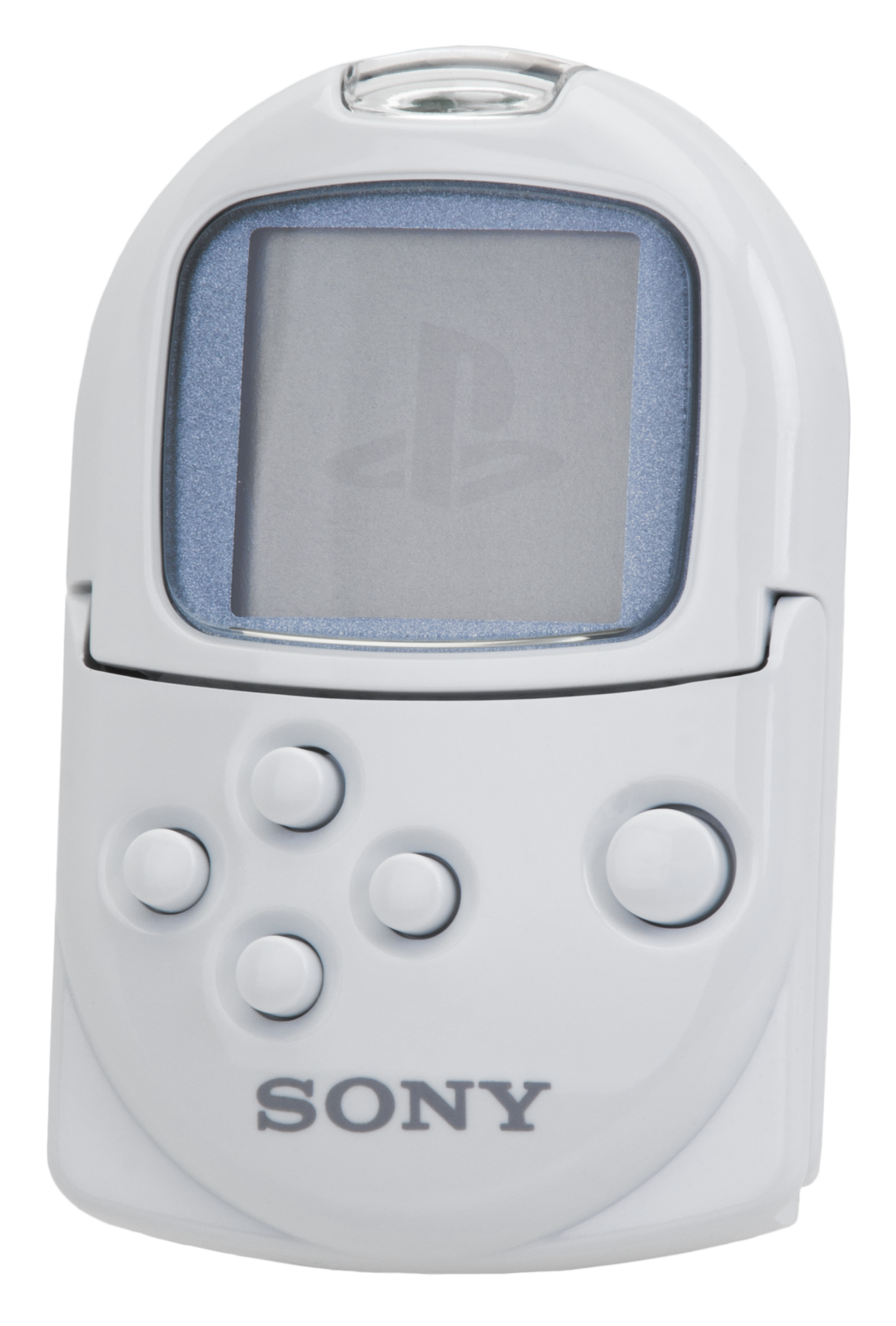
یک پاکت‌استیشن ساخته شده توسط شرکت سونی

پاکت‌استیشن (انگلیسی: PocketStation) یک کارت حافظه جانبی توسط سونی کامپیوتر انترتینمنت برای کنسول بازی ویدئویی خانگی پلی‌استیشن است. این دستگاه که توسط سونی به عنوان ترکیبی از کارت حافظه و دستیار دیجیتال شخصی مینیاتوری طبقه‌بندی شده‌است، دارای صفحه نمایش کریستال مایع تک رنگ ال سی دی (LCD)، قابلیت ارتباط مادون قرمز، ساعت بی درنگ، حافظه فلش داخلی و قابلیت صدا می‌باشد. برای استفاده از عملکرد کارت حافظه دستگاه، باید از طریق درگاه کارت حافظه به پلی استیشن متصل شود. این دستگاه به‌طور انحصاری در ژاپن در ۲۳ ژانویه ۱۹۹۹ میلادی منتشر شد.